# 鈴鹿詩子
鈴鹿 詩子（すずか うたこ）は、ANYCOLOR株式会社が運営するにじさんじに所属していた元バーチャルライバー（バーチャルYouTuber）。動画の概要欄に表記されている自己紹介文は「にじさんじ所属、歌のお姉さんで腐女子でショタコンで婚活中の26歳、鈴鹿詩子です♪」。
2018年ににじさんじ2期生としてデビューし、2024年6月12日をもってにじさんじを卒業（退社）した。本人の希望により動画やXは公開されたままとなっている。

## 活動内容
ボーイズラブに関する豊富な知識を活かした配信が特徴的である。
- バンダイナムコエンターテインメント発売のNintendo Switch用ソフト『ネコ・トモ』では、ボーイズラブの用語を学習させる配信を行っている[5]。
- 文字から言葉を作るパズルゲーム『ことばのパズル もじぴったん』では、「下ネタ（主にボーイズラブ）に関する単語縛り」というハンデをつけたプレイ配信をしている[6]。
- 『Minecraft』では、「腐女子部屋」などを作成[7]した。
- リスナーから募集した「BL体験談」を読み上げる配信[8][9]を行った。

過激な下ネタからしばし「にじさんじ最低ライン」（詩子ライン）と呼ばれ、公式発表の卒業表明文では「特異なキャラクターや言葉選び」と紹介された。
また、「うたのおねえさん」であることから、ボーカロイド曲を中心とした歌ってみた動画の投稿も行われていた。

## 人物
- 腐女子であることを公表しており、ほとんどの配信では主に男性同士の下ネタや行為の話題となるほか、BL関係の配信も頻繁に行われている[20]。過去にBL同人誌を発行していた経験や[21]、801板の住人でVipperと戦った[22][23]エピソードを語っている。
- テレビ局に就職する前はOLで、過去には男装カフェバーやメイドゲームセンター、エキストラやイベントコンパニオンなどでも働いていた[24]。
- 実の妹「鈴鹿妹子」がおり、過去の配信に登場したことがある[25]。

## リスナー
総称は「うたっこ」。ファンマークは「🎶」。
ハッシュタグ
| 配信用タグ               | #詩子おねえさんといっしょ    |
| ファンアートタグ         | #詩子あーと                  |
| R-18ファンアート         | #詩子で詩子絵                |
| ショタ絵募集タグ(配信用) | #詩子のオカズ #詩子のオカズ2 |
コメント欄
配信開始前のコメント欄には、チャンネルメンバーのみが使える絵文字で「僕待機児童」「僕肉の棒」と書かれ、イントロが始まるとペンライトの絵文字が書かれる。配信中には『ネコ・トモ』のゲーム実況配信を由来とする感謝の言葉「僕の体を好きにして」を略した「僕体好」というコメントや、「やおい」を表す801円のスーパーチャットが流れる。

## 出演

### テレビ出演
- プロジェクトV #01（2021年7月29日、10月28日、日本テレビ[27]）
- 超人女子戦士 ガリベンガーV（2021年8月29日、9月26日、テレビ朝日[28]）

### イベント
- ニコニコ超会議2019 VTuber Fes Japan 2019（2019年4月27日、幕張メッセ）
- にじさんじ Music Festival 〜Powered by DMM music〜（2019年10月2日、幕張メッセイベントホール）
- 鈴鹿詩子と勇気ちひろのトークライブ!!＠早稲田祭（2019年11月2日、早稲田大学）
- Virtual to LIVE in 両国国技館 2019（2019年12月8日、両国国技館）
- にじさんじ JAPAN TOUR 2020 Shout in the Rainbow！難波追加公演（2020年4月5日、Zepp Namba）
- にじさんじランド vol.1 ホールイベント（2020年11月29日、よみうりランド）

### 雑誌
- コンプティーク 2019年9月号[29]

### ナレーション
- 薬物乱用防止キャラバンカー派遣啓発活動（2021年4月～2022年3月、麻薬・覚せい剤乱用防止センター）[30]

## ディスコグラフィ

### オリジナル曲
2023年1月現在、3曲のシングルがリリースされている。
| 公開日        | 楽曲               | 歌       | プロデュース |
| ------------- | ------------------ | -------- | ------------ |
| 2019年6月28日 | Will you marry me? | 鈴鹿詩子 | 井上道也     |
| 2020年8月25日 | Thank U, Babys     | 鈴鹿詩子 | enilele      |
| 2021年2月15日 | U・S               | 鈴鹿詩子 | 佐々木喫茶   |

### 参加作品
| 発売日         | 商品名                                                | 歌                                                                                         | 楽曲                                           | 備考                           |
| -------------- | ----------------------------------------------------- | ------------------------------------------------------------------------------------------ | ---------------------------------------------- | ------------------------------ |
| 2019年11月27日 | にじさんじMusic MIX UP!!                              | BGクラブ(鈴鹿詩子、森中花咲、モイラ)                                                       | 「秘密の放課後〜貴方は染まらずにいられるか〜」 |                                |
| 2020年10月24日 | IMAGINATION vol.3                                     | 鈴鹿詩子                                                                                   | 「気分上々↑↑」                                 |                                |
| 2020年10月24日 | IMAGINATION vol.3                                     | 鈴鹿詩子、愛宮みるく                                                                       | 「じょいふる」                                 |                                |
| 2020年10月24日 | IMAGINATION vol.3                                     | 犬山たまき、愛宮みるく、周防パトラ、鈴鹿詩子、鈴原るる、宗谷いちか、角巻わため、夏色まつり | 「大声ダイヤモンド」                           |                                |
| 2021年11月24日 | Reflexion                                             | 鈴鹿詩子                                                                                   | 「恋におちたら」                               | にじさんじカバーソングアルバム |
| 2021年11月24日 | Prismatic Colors にじさんじオフィシャルショップ特典CD | 笹木咲、椎名唯華、鈴鹿詩子、魔使マオ                                                       | 「サラバ、愛しき悲しみたちよ」                 | にじさんじカバーソングアルバム |

### タイアップ曲
| 公開日        | タイトル       | 歌                                       | 備考                                        |
| ------------- | -------------- | ---------------------------------------- | ------------------------------------------- |
| 2021年8月12日 | アソビタリナイ | 月ノ美兎、笹木咲、本間ひまわり、鈴鹿詩子 | ソーシャルゲーム「荒野行動」S19テーマソング |